# マット・キャブ
マット・キャブ（Matt Cab、1987年6月4日）は、アメリカ合衆国のシンガーソングライター、作曲家、編曲家、音楽プロデューサー。カリフォルニア州サンフランシスコ出身。

## 概要
上智大学の留学生として2007年ごろに来日、一旦帰国後、英会話教師として再来日、YouTubeを見たマネジメント事務所に誘われて契約し、J-POPのヒットソングの英語カバーをリリースした。
YouTube Music Awards「世界のクリエイター50人」に唯一日本から選ばれ、ニューヨークで開催された「YouTube Music Awards 2013」に出演。フィーチャリングで共演したアーティストはm-flo、AK-69、MACO、シェネル、DAISHI DANCE、安田レイなど。楽曲を提供したアーティストは、YOSHI、w-inds.、防弾少年団、Crystal Kay feat. 安室奈美恵「REVOLUTION」、和田アキ子のアルバム『WADASOUL』など。

## ディスコグラフィ

### オリジナルアルバム
|     | 発売日       | タイトル         | 規格 | 規格品番  | オリコン |
| --- | ------------ | ---------------- | ---- | --------- | -------- |
| 1st | 2010年9月2日 | ザ・ワン         | CD   | STBC-007  | 165位    |
| 2nd | 2011年6月8日 | フラッシュバック | CD   | STBC-017  | 圏外     |
| 3rd | 2012年9月5日 | ラブストーリーズ | CD   | PECF-8004 | 147位    |

### コンピレーションアルバム
|     | 発売日        | タイトル | 規格 | 規格品番    | オリコン |
| --- | ------------- | -------- | ---- | ----------- | -------- |
| 1st | 2013年9月18日 | オンガク | CD   | WPCR-15191  | 250位    |
| 2nd | 2015年10月7日 | 春夏秋冬 | CD   | CWPCR-16889 | 圏外     |
| 3rd | 2016年7月27日 | ONGAKU 2 | CD   | UICV-1067   | 圏外     |

## 提供楽曲
- w-inds.
  - Listen to the Rain（共作曲）
- WISE
  - Out of this world feat. Matt Cab（共作詞・作曲・編曲）
- Alice
  - Ever After（作曲・編曲）
- m-flo
  - Touch The Sky feat. VERVAL（共作詞・作曲）
- N.O.B.U!!!
  - Take Me Home feat. Matt Cab（共作詞・共作曲）
- RADWIMPS
  - Is there still anything that love can do?（English Version）（訳詞）

- MAZZEL
  - Fantasy（共作詞・共作曲）